# Омофоны
Омофо́ны (греч. ὁμός «одинаковый» + φωνή «звук»), фонетическая неоднозначность в языкознании — слова, которые звучат одинаково, но пишутся по-разному и имеют разное значение.

## Понятие омофонов в русском языке
Примеры в русском языке: порог — порок — парок, луг — лук, плод — плот, туш — тушь, падёж — падёшь, бал — балл, косный — костный, предать — придать, компания — кампания, привидение — приведение, кот — код, прут — пруд, титрация — тетрация, комплимент — комплемент.
В русском языке два основных источника омофонов:
- явление оглушения согласных в конце слов и перед другим согласным звуком
- редукция гласных в безударной позиции.

Также часто одинаково произносятся инфинитив и настоящее (или простое будущее) время 3-го лица одного и того же глагола (на письме различающиеся наличием или отсутствием буквы «ь» перед постфиксом -ся): (надо) решиться — (он) решится, (хочу) строиться — (дом) строится, (металл может) гнуться — (деревья) гнутся, (должен) вернуться — (они) вернутся. Это нередко приводит к неправильному написанию возвратных глаголов, оканчивающихся на -ться/-тся: в одних случаях Ь ошибочно ставят перед -ся в настоящем времени третьего лица, а в других, наоборот, забывают поставить Ь перед -ся в неопределённой форме.
Помимо этого, имена существительные с окончанием на -ца в форме единственного числа женского рода могут совпадать в произношении с возвратными глаголами с окончанием на -ться в форме инфинитива или на -тся в форме 3-го лица единственного числа:
переносица — переносится
курица — курится
тупица — тупиться
водица — водиться
К омофонии относят также случаи фонетического совпадения слова и словосочетания или двух словосочетаний. Используемые буквы могут полностью совпадать и различие в написании заключается только в расстановке пробелов: в месте — вместе, из мяты — измяты, из люка — и злюка, не мой — немой, задело — за дело, несуразные вещи — несу разные вещи, ты же ребёнок — ты жеребёнок, мы же на ты — мы женаты.

## Понятие омофонов в других языках
В английском языке омофоны возникли вследствие исторически сложившегося разного обозначения на письме одного и того же согласного или гласного звука, например: whole — hole, knew — new; dear — deer, bear — bare.
В немецком языке омофоны многочисленны и разнообразны: Waagen — Wagen — wagen; Waise — Weise — weise; lehren — leeren.
Во французском языке наблюдаются целые ряды омофонов, состоящие из трёх-шести слов, одна из причин чего заключается в том, что во французском не читаются многие конечные буквы: ver — verre — vers — vert.
В церковнославянском языке широко используется искусственное дифференцирование написаний для различения грамматических форм (и/ы (после шипящих), е/є, о/ѡ).
В китайском языке также наблюдается наличие целого ряда омофонов: например, иероглиф со словом «четыре»: «сы» (кит. 四), созвучен со словом «смерть» (死), и они различаются только тонами.

## Понятие омофонов в египтологии
| N29 |

| V31 |